# Phalcochina albistriata
Phalcochina albistriata – gatunek kosarza z podrzędu Laniatores i rodziny Assamiidae. Jedyny znany przedstawiciel monotypowego rodzaju Phalcochina.

## Występowanie
Gatunek występuje w indyjskim stanie Kerala.